# Arianna Lazzarini
Pour les articles homonymes, voir Lazzarini.
Arianna Lazzarini, née le 6 mars 1976 à Monselice (Italie), est une femme politique italienne, membre de la Ligue du Nord.

## Biographie
Arianna Lazzarini naît le 6 mars 1976 à Monselice.
Elle est élue députée lors des élections générales de 2018 et réélue le 25 septembre 2022.